# Athénée royal Air Pur
L’Athénée royal "Air Pur" est un établissement d’enseignement secondaire général de la Fédération Wallonie-Bruxelles situé à Seraing. La qualité de son enseignement est réputée. L'institution compte également une école primaire, rattachée aux bâtiments principaux. Une école maternelle, située avenue de l'Europe (une rue derrière l'enceinte de l'établissement), porte le nom Air Pur. Toutefois, celle-ci n'est, administrativement, pas dépendante des établissements primaire et secondaire. L'athénée est dirigé par un Directeur ainsi que deux sous-directeurs, anciennement appelés, dans l'ordre, Préfèt des études et Proviseurs. L'école se nomme "Air Pur" car elle est située dans le haut de Seraing (quartier de l'"Air Pur"), à l'écart des usines d'ArcelorMittal, à l'orée du bois de la Vecquée. En face de l'école se trouvent une boulangerie ainsi que de quelques commerces indépendants (bars et restaurants). Plusieurs bus de la TEC la desservent.

## Nombre d'élèves
Le nombre d'élèves de l'Athénée Royal Air Pur Seraing est le plus élevé de tout le réseau public du sud du Royaume. Les étudiants sont au nombre de 2000. Il y a souvent des listes d'attente pour les inscriptions, cependant, l'école fait de son mieux pour accepter le maximum de demandes.

## Vie étudiante
Conformément à l'obligation légale, les élèves de chaque classe élisent un délégué. 
Déroulement de l'élection
Il n'y a pas de limite dans le nombre de candidats admis. Il n'existe pas de période électorale définie. Le jour de l’élection, le professeur doit laisser un temps de parole aux candidats durant lequel ces derniers développent, devant leurs camarades de classe, leurs projets. Cette élection fonctionne selon le système de scrutin uninominal majoritaire à un tour, le candidat ayant reçu le plus de voix devenant délégué de classe, le second co-délégué.
Compétences du délégué
Le délégué de classe à peu de pouvoir, son rôle étant de représenter l'ensemble des élèves de ladite classe. Il s'occupe des relations entre ceux-ci et les professeurs ainsi que de l'organisation d'événements avec la Direction. Il peut lui faire des propositions pour la gestion de l'athénée. Les délégués de classe peuvent éventuellement se rassembler à intervalles irréguliers en des Conseils des délégués de classe, qui ne donnent qu'un avis consultatif. Si le délégué vient à démissionner, son co-délégué assure son intérim.
Initiatives et mouvements estudiantins
La Direction est ouverte aux éventuels projets des étudiants, sous conditions. Elle encourage ceux-ci, comme l'on a pu le voir avec son accord à la participation de ses élèves aux Marches pour le climat.
Les Rhétos élisent, quant à eux, chaque année un comité rhéto.

## Présence syndicale
L'on dénombre actuellement trois syndicats actifs à l'Air Pur pour les professeurs. 
Liste des syndicats
- CSC, syndicat social-chrétien,
- CGSLB, syndicat libéral,
- FGTB, syndicat socialiste.

## Histoire
L'école existait déjà avant la deuxième guerre mondiale mais ses bâtiments étaient situés à l’époque dans le fond de Seraing. Elle fut transférée dans le quartier de l’Air Pur en 1960. La mixité a été introduite à partir de 1973 en première et quatrième année. L’école s’est imposée rapidement comme la plus grosse de tout le réseau public WBE. Elle possédait, jadis, une piscine, qui a été fermée. Elle n'a cessé depuis sa création d'ériger de nouveaux bâtiments afin de satisfaire la demande et l'afflux de nouveaux élèves. Selon certaines sources, elle aurait été, à l'origine réservée exclusivement pour les garçons.

1983 Extension de l’école, 17 nouvelles classes sont ouvertes.
Juin 2017 le dernier bâtiment a ouvert, une école maternelle. 
2018 Face à la mobilisation de jeunes pour le Climat, la Direction choisit de soutenir le mouvement, autorise le placardage d'affiches encourageant les élèves à aller aux Marches pour le Climat, provoquant les protestations  de nombreux étudiants par rapport à ce choix.
Été 2019 Les travaux d'une ligne de liaison à vélo entre l'athénée et Neupré ont été commencés en 2019.
Décembre 2019 F. Cools prend la Direction de l'établissement.
Mars 2020  L'Athénée est contraint de fermer à cause de la pandémie de Covid-19 en Belgique.
Septembre 2020 L’Air Pur accueille à nouveau des élèves.

## Évènements
Chaque année est organisé un Cross de l'Air Pur, dont tous les élèves doivent participer sauf pour raisons médicales. Ce dernier a généralement lieu un mercredi. Le Festiv'Ars, semaine durant laquelle les élèves effectuent des activités culturelles (visionnage d'un film, d'une pièce de théâtre, conférence,etc.) est typique de cette école.

## Folklore estudiantin
Une tradition à l'Air Pur est la célébration de la Saint Nicolas des Rhétos. Chaque année, les étudiants de sixième lancent de la farine sur les élèves d'années inférieures à eux, sauf si lesdits élèves leur donnent quelques pièces.

## Polémiques
En avril 2018, la membre du Parti socialiste Christie Morreale accuse l'athénée, avec d'autres, d'être une véritable passoire énergétique. En mai 2019, une nouvelle polémique éclate : « Je veux particulièrement attirer l'attention de tous sur les certificats de complaisance (...). En cas de doute sur la véracité du certificat, je pourrais contacter le médecin pour juger de sa validité ». C'est en ces mots que la Direction met en garde les parents des élèves à l'approche des examens. Or, l'Ordre des Médecins fait remarquer que celle-ci outrepassé ses fonctions, cette pratique lui étant interdite.

## Élèves devenus célèbres
- Thomas Doret, acteur
- Michel Preud'homme
- Sébastien Pocognoli, footballeur